# Zenit-2 Petersburg
Zenit-2 Petersburg (ros. «Зени́т-2» Санкт-Петербург, Zienit-dwa Sankt-Pietierburg) – druga drużyna rosyjskiego klubu piłkarskiego Zenit Petersburg.

## Historia
Drużyna występowała pod nazwami:
- 1993: Zenit-2 Petersburg (ros. «Зенит-2» Санкт-Петербург)
- 1994—1997: Zenit-d Petersburg (ros. «Зенит-д» Санкт-Петербург)
- 1998—2000: Zenit-2 Petersburg (ros. «Зенит-2» Санкт-Петербург)
- 2001: Lokomotiw-Zenit-2 Petersburg (ros. «Локомотив-Зенит-2» Санкт-Петербург)
- 2002—2008: Zenit-2 Petersburg (ros. «Зенит-2» Санкт-Петербург)
- 2009: Smiena-Zenit Petersburg (ros. «Смена-Зенит» Санкт-Петербург)
- 2013—....: Zenit-2 Petersburg (ros. «Зенит-2» Санкт-Петербург)

Założony w 1993 jako druga drużyna Zenitu Petersburg.
W 1993 debiutował w rosyjskiej Drugiej Lidze, grupie 5. W 1994 jako Zienit-d Petersburg został zdjęty z rozgrywek. Od 1995 klub ponownie startował w Trzeciej Lidze, grupie 4.
W 1998 przywrócono nazwę Zenit-2 gdy drużyna powróciła do Drugiej Dywizji, grupy Zachodniej.
W 2000 roku zostały organizowane Mistrzostwa Rosji dla drużyn młodzieżowych (U21), jednak klub postanowił zachować też drużynę Zenit-2.
W 2001 druga drużyna Zenitu występowała pod nazwą Lokomotiw-Zenit-2.
Na początku 2005 klub został sprzedany nowym właścicielom. Kiedy po sezonie 2008 klub zajął ostatnie 19 miejsce w Drugiej Dywizji, grupie Zachodniej i opuścił rozgrywki profesjonalne, postanowiono o stworzenie nowego farm-klubu Zenitu Sankt Petersburg. 26 grudnia 2008 klub zarejestrował nową drużynę o nazwie Smiena-Zienit. W 2009 roku drużyna ta występowała w Drugiej Dywizji, grupie Zachodniej. Po zakończeniu sezonu 2009 drużynę rozwiązano.
W 2013 roku Zenit ponownie zgłosił swoją drużynę rezerwową do rozgrywek Drugiej Dywizji, grupy zachodniej.

## Osiągnięcia
- 2. miejsce w Drugiej Dywizji, grupie Zachodniej:

2015
- 1/16 w finału Pucharze Rosji:

2007